# Transitiezone van de zon

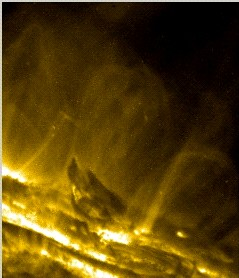
Een afbeelding in de 19,5 nanometer golflengte van de corona van de zon, met een donker gedeelte in het lagere gedeelte van het midden. De transitielaag is zichtbaar als een lage, heldere mist over het oppervlak van de zon, wellicht ook als een dunne heldere wolk rond het donkere gedeelte. De grote, heldere structuren zijn magnetische lussen in de corona.

De transitiezone van de zon is een overgangszone van de zonneatmosfeer, tussen de chromosfeer en de corona. Vanuit de ruimte is ze zichtbaar met een UV-licht gevoelige telescoop. Ze is belangrijk omdat ze een aantal bijzondere transities herbergt in de processen van de zonneatmosfeer.
- Onder deze zone is de zwaartekracht de sterkste kracht die de structuren vorm geeft, zoals verschillende lagen en zonnevlekken; boven de zone zijn dynamische krachten verantwoordelijk voor de meeste verschijnselen, de transitiezone heeft geen vastliggende grenzen en kan dus ook in hoogte verschillen.
- Onder de zone is de meeste helium niet volledig geïoniseerd, waardoor het sterk straling uitzendt; boven de zone is deze wel volledig geïoniseerd. Dit heeft gevolgen voor de temperatuurbalans (zie hieronder).
- Onder de zone is de materie ondoorzichtig voor de kleuren geassocieerd met spectraallijnen, daardoor zijn de meeste spectraallijnen gevormd onder de zone in absorptielijnen in infrarood, zichtbaar licht en UV-licht, terwijl boven de zone de meeste emissielijnen in het UV spectrum met kortere golflengtes en röntgenstraling zitten. Dit maakt de transitie van magnetische energie gecompliceerd.
- Onder de zone maken de gasdruk en vloeistofmechanica de dienst uit in de structuurvorming; boven de zone gelden de wetten van magnetisme voor de vormbepaling aan de structuren, waar de magnetohydrodynamica bepalend wordt. De transitiezone is nog niet al te best onderzocht, enkele redenen hiervoor zijn de benodigde computerrekenkracht, het unieke karakter, en de complexe Navier-Stokesvergelijkingen gecombineerd met de elektrodynamica.

De heliumionisatie is van belang omdat het een kritiek punt is voor de vorming van de corona: als de massa in de zon koel genoeg is dat het helium slechts gedeeltelijk geïoniseerd is (heeft nog 1 van de 2 elektronen over), koelt deze effectief af via zowel de zwarte straler methode en de emissie in Lymanreeks van helium. Deze balans bewaakt de grens boven in de chromosfeer, waar de temperatuur enkele tienduizenden kelvins bedraagt.
Als er een klein beetje meer hitte bijkomt, ioniseert het helium volledig, waarbij de Lyman emissie sterk terugloopt en ook de temperatuurstraling wordt flink minder. Hierna loopt de temperatuur rap op naar bijna een miljoen kelvin, de temperatuur van de corona. Dit fenomeen wordt temperatuur catastrofe genoemd en is een faseovergang zoals die van kokend water naar stoom, in de zonnefysica noemt men dit proces ook wel verdamping, naar het meer familiare proces bij water. Zo geldt hetzelfde wanneer de materie een klein beetje afkoelt, er vindt een snelle afname van temperatuur plaats voorbij de temperatuur catastrofe naar ongeveer honderdduizend kelvin. De transitiezone bestaat uit materie op of rond deze catastrofe.
De transitiezone is zichtbaar in een UV-lichtspectrum van 122 tot 200 nanometer van de NASA-satelliet TRACE als een vage wolk boven het donkere (in ultraviolet) oppervlak van de zon en haar corona. Deze wolk omvangt ook het protuberansverschijnsel.